# 激进运动
激进运动（法語：Mouvement radical，缩写为MR）是法国的一个中间派社会自由主义政党。该党成立于2017年12月10日，由激进党和左翼激进党合并而成。该党的主席是洛朗·海纳特。该党的总部位于巴黎。该党的的LGBT翼是同性恋自由派。该党是欧洲自由民主联盟党和复兴欧洲的成员
。